# ابزار تل‌تیل
ابزار تل‌تیل یک موتور بازی ساخته و منتشر شده توسط تل‌تیل گیمز است. این موتور به صورت قابل حمل طراحی شده و به همین دلیل تل‌تیل گیمز می‌تواند بازی را بر روی پلتفرم‌های مختلف منتشر کند.

## تاریخچه
نسخه اصلی این موتور در سال ۲۰۰۴ توسط تل‌تیل گیمز ساخته شده است. اولین بازی ساخته شده توسط این موتور پوکر تل‌تیل نام دارد که در سال ۲۰۰۵ ساخته و منتشر شده است. شرکت تل‌تیل گیمز باز هم در سال ۲۰۰۵ بازی استخوان‌ها:بیرون از بونویل را منتشر کرد. این بازی اولین بازی تل‌تیل گیمز در سبک ماجراجویی گرافیکی بود. پس از این بازی این شرکت تمام بازی‌های خود را با همان موتور و با سبک ماجراجویی گرافیکی طراحی کرد.

## بازی ها
| عنوان بازی                    | سیستم(ها)                                                                     | موتور و سبک بازی                     |
| ----------------------------- | ----------------------------------------------------------------------------- | ------------------------------------ |
| پوکر تل‌تیل                    | ویندوز                                                                        | ابزار تل‌تیل                          |
| استخوان‌ها:بیرون از بونویل     | ویندوز                                                                        | ابزار تل‌تیل در سبک ماجراجویی گرافیکی |
| سام و مکس دنیا را نجات می‌دهند | ویندوز و وی                                                                   | ابزار تل‌تیل در سبک ماجراجویی گرافیکی |
| شب پوکر در انبار              | ویندوز و اواس ده                                                              | ابزار تل‌تیل                          |
| بازگشت به آینده               | مایکروسافت ویندوز، اواس ده، پلی‌استیشن ۳، آی‌اواس و وی                          | ابزار تل‌تیل در سبک ماجراجویی گرافیکی |
| پارک ژوراسیک                  | مایکروسافت ویندوز، اواس ده، شبکه پلی‌استیشن، آی‌اواس و ایکس‌باکس ۳۶۰             | ابزار تل‌تیل در سبک ماجراجویی گرافیکی |
| مردگان متحرک                  | ایکس‌باکس ۳۶۰، پلی‌استیشن ۳، مایکروسافت ویندوز، اواس ده، پلی‌استیشن ویتا، آی‌اواس | ابزار تل‌تیل در سبک ماجراجویی گرافیکی |
| شب پوکر ۲                     | مایکروسافت ویندوز، اواس ده، شبکه پلی‌استیشن و آی‌اواس                           | ابزار تل‌تیل                          |
| مرده راه‌رونده: فصل دوم        | ایکس‌باکس ۳۶۰، پلی‌استیشن ۳، مایکروسافت ویندوز، اواس ده، پلی‌استیشن ویتا، آی‌اواس | ابزار تل‌تیل در سبک ماجراجویی گرافیکی |